# Groupes ethniques au Pakistan

Répartitions géographiques des groupes ethniques du Pakistan.

La notion de groupes ethniques au Pakistan est importante tant elle sous-tend des différences linguistiques et territoriales ainsi que des problématiques de répartition du pouvoir, qui ont parfois dégénéré en affrontements violents. Ils sont ainsi souvent appelés groupes ethno-linguistiques. Les principaux groupes ethniques correspondent en grande partie aux quatre provinces que compte le pays. Les Pendjabis liés à la province du Pendjab sont majoritaires dans le pays (45 %), suivis par les Pachtounes habitants surtout à Khyber Pakhtunkhwa (15 %) puis les Sindis de la province du Sind (14 %).  
Les Baloutches sont liés à la province surtout désertique du Baloutchistan et sont très minoritaires (3,6 %). Les Saraikis, parfois assimilés aux Pendjabis et vivant dans le sud du Pendjab, comptent pour près de 8 % de la population, soit le même niveau que les Muhadjirs qui vivent dans les grandes villes du Sind. On compte également de nombreux autres groupes ethniques bien plus minoritaires.

## Principaux groupes ethniques

### Quatre groupes liés aux quatre provinces

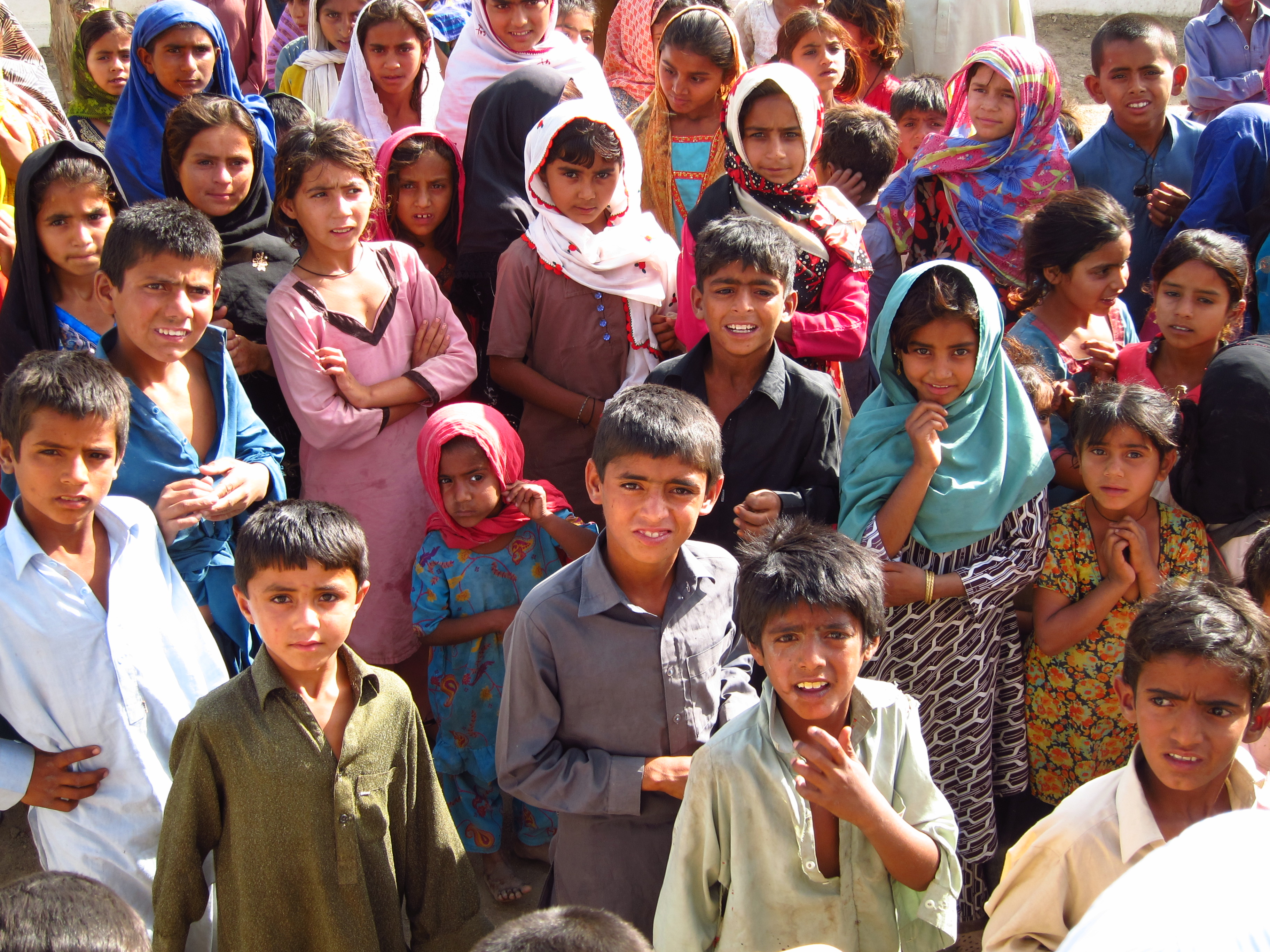
Enfants du Sind.

Alors que les Bengalis étaient la plus importante ethnie du Pakistan quand celui-ci s'est créé le 14 août 1947, ceux-ci mènent en 1971 une guerre d'indépendance contre l'armée pakistanaise, qui était surtout dominée par les Pendjabis. La sécession du Bangladesh conduit à diviser de moitié la population pakistanaise, et les Pendjabis deviennent majoritaires. Ils comptent selon une estimation du World Factbook de la CIA en 2017 pour près de 44,7 % de la population alors que leur langue le pendjabi est parlé par près de 48 % des Pakistanais. Ils vivent principalement dans la province du Pendjab, et surtout sa partie centrale et septentrionale, alors que les Saraikis qui vivent dans le sud de la province sont parfois considérés comme une ethnie à part entière, mais également parfois amalgamés parmi les Pendjabis,,.
Les deuxième et troisième groupes ethniques principaux sont les Pachtounes et les Sindis, avec chacun environ 15 % de la population. Historiquement, les Sindis habitant la province éponyme sont les plus nombreux. Ils forment avec les Pendjabis un peuple d'origine indo-aryenne. Cependant, les Pachtounes connaissent une croissance démographique plus importante, d'autant que de nombreux immigrés afghans s'étant réfugiés au Pakistan depuis les années 1980 sont des Pachtounes. C'est un peuple parlant le pachto, langue indo-iranienne. Ils vivent surtout dans la province de Khyber Pakhtunkhwa, qui a été renommée en leur nom en 2010, mais aussi dans une moindre mesure dans le nord de la province du Baloutchistan et les grands centres urbains de Quetta et Karachi. 
Les Baloutches ne représentent que 4 % de la population du Pakistan. Ils vivent surtout dans les vastes étendues désertiques du centre et du sud de la province du Balouchistan, où ils sont majoritaires. Ils comptent également une minorité notable à Karachi. Ils parlent baloutchi, également une langue indo-iranienne. Ils sont principalement organisés en tribus et vivent de l'agriculture. Pauvres et souvent discriminés, avec peu d'accès aux services publics, ils se sont parfois révoltés contre le pouvoir central, lors des guerres baloutches, et connaissent un mouvement d'indépendance, le Front de libération du Baloutchistan.

### Autres groupes majeurs

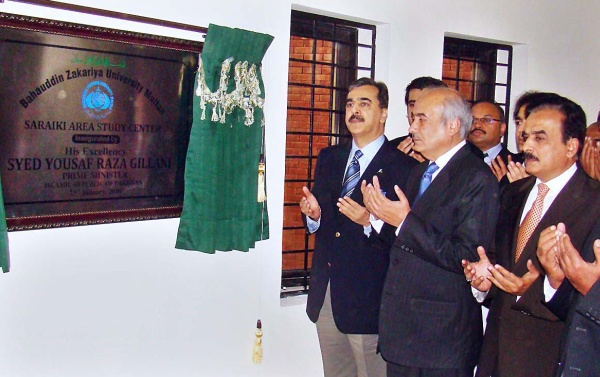
Le Premier ministre Youssouf Raza Gilani (à gauche) inaugure un centre d'étude saraiki à Multan.

Deux groupes ethniques sont importants dans le pays, mais sans être majoritaires dans l'une des quatre provinces. Les Saraikis sont les plus nombreux, mais leur qualification en tant que groupe autonome est polémique au Pakistan. Ils sont parfois assimilés aux Pendjabis, vivant justement dans le sud de la province du Pendjab, et leur langue est parfois considérée comme un simple dialecte du pendjabi. Les Saraikis sont également majoritaires dans le district de Tank et le district de Dera Ismail Khan, dans la province voisine de Khyber Pakhtunkhwa. Des mouvements politiques revendiquent pourtant une véritable identité saraikie, et demandent la création d'une province qui aurait pour capitale Multan, en divisant le Pendjab. En dehors des revendications identitaires, les partisans de cette province estiment qu'il s'agit de la seule manière de corriger leur mauvaise représentation politique et la négligence de cette région par les autorités,,.
L'autre groupe ethnique important sont les Muhadjirs. Venant du mot arabe « émigrants », ils désignent les musulmans venus d'Inde durant la partition des Indes en 1947. Bien qu'ils soient en réalité originaires de plusieurs ethnies indiennes, ils sont considérés au Pakistan comme un seul groupe étant donné leur sentiment d'appartenance commune. Ils parlent surtout ourdou et beaucoup d'entre eux ont joué un rôle important dans la création du Pakistan. Ainsi, ils ont dans un premier temps fait partie de l'élite du pays, influençant sa politique alors que leur langue est devenue la langue officielle. Ils ont toutefois progressivement perdu leur statut avec l'émergence des autres groupes ethniques. Ils vivent principalement à Karachi, la plus grande ville du pays où ils sont d'ailleurs majoritaires, et à Hyderabad dans la province du Sind,.

## Minorités ethniques

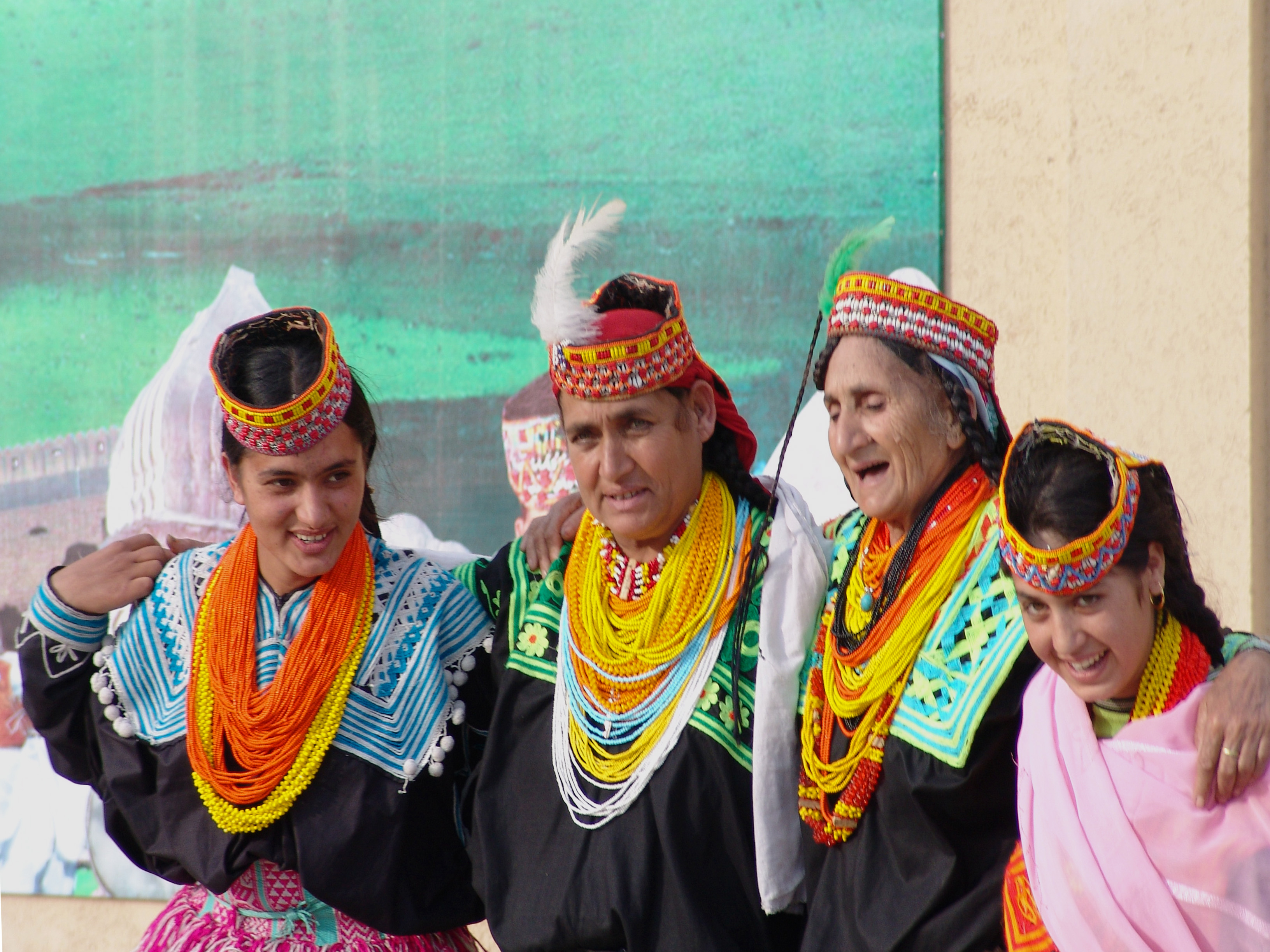
Femmes de la tribu Kalash.

On trouve de nombreuses petites minorités ethniques au Pakistan, dont beaucoup habitent le nord du pays, dans les zones contestées avec l'Inde notamment. Les Cachemiris sont parmi les plus importants, vivant surtout dans l'Azad Cachemire, la partie du Cachemire sous contrôle pakistanais. Le territoire du Gilgit-Baltistan, également revendiqué par l'Inde, compte plusieurs petits peuples de quelques dizaines de milliers d'individus, comme les Bourouchos, les Baltis ou les Wakhis. À proximité, le district de Chitral est également un lieu de forte diversité ethniques et linguistiques, avec notamment les Chitralis et les Kalashs. Au sud, le peuple Mohana s'avère menacé de disparition.
La province du Baloutchistan compte également plusieurs minorités ethniques, dont les Brahouis et près de 1,5 million de Hazaras, peuple originaire d'Afghanistan et ayant émigré au Pakistan pour fuir la guerre et les persécutions, notamment à partir des années 1980.
Enfin, les Sidis descendent de populations originaires de l'Afrique de l'Est.

## Statistiques
| Ethnie     | % de la population | Langue    | % de la population |
| ---------- | ------------------ | --------- | ------------------ |
| Pendjabis  | 44,7 %             | pendjabi  | 48 %               |
| Pachtounes | 15,4 %             | pachto    | 8 %                |
| Sindis     | 14,2 %             | sindi     | 12 %               |
| Saraikis   | 8,4 %              | saraiki   | 10 %               |
| Muhadjirs  | 7,6 %              | ourdou    | 8 %                |
| Baloutches | 3,6 %              | baloutchi | 3 %                |
| Autres     | 6,1 %              | autres    | 11 %               |